# Jambavan

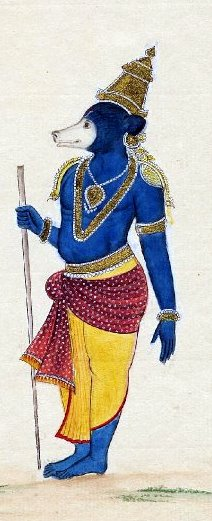
Målningg av Jambavan.

Jambavan var i indisk mytologi björnarnas konung, son till Vishnu. I en berättelse i det historiska eposet Itihasa leder Jambavan en armé av björnar till stöd för Rama. Jambavan var odödlig, förutom inför sin fader, men dödades till slut av Vishnus inkarnation Krishna